# New Jack City II
New Jack City Part II är Bow Wows sjätte album, utgivet 31 mars 2009. Det var Bow Wows första album som fick en Parental Advisory-stämpel. New Jack City II har sålt sämst av Bow Wows album; 34 000 kopior såldes första veckan.

## Om albumet
Albumet släpptes 31 mars 2009. Den första hitsingel som släpptes från albumet var singeln "You Can Get It All", med Johntá Austin som gästartist. Låten innehåller en sampling från TLC:s hitsingel "Baby-Baby-Baby". I låten "Sunshine" försökte Bow Wow få Kid Rock att medverka, men misslyckades. Albumet såldes i cirka 34 000 ex under första veckan. Albumet innehåller tre singlar, "Roc The Mic", "You Can get It All" och "Marco Polo" (bonusspår).

## Låtlista
1. Get That Paper
2. What They Call Me (Big Time)
3. Roc The Mic
4. Been Doin This
5. You Can Get It All
6. Sunshine
7. Like This
8. Shes My
9. I Aint Playing
10. Pole In My Basement
11. Shake It

(bonusspår)
1. Marco Polo
2. Big Girls

## Topplistan
| Topplistan (2009)                     | position |
| ------------------------------------- | -------- |
| U.S. Billboard 200                    | 16       |
| U.S. Billboard Top R&B/Hip-Hop Albums | 5        |
| U.S. Billboard Top Rap Albums         | 2        |